# Томамаэ (посёлок)
Томамаэ (яп. 苫前町 Томамаэ-тё:) — посёлок в Японии, находящийся в уезде Томамаэ округа Румои губернаторства Хоккайдо. Площадь посёлка составляет 454,54 км², население — 3442 человека (30 июня 2014), плотность населения — 7,57 чел./км².

## Географическое положение
Посёлок расположен на острове Хоккайдо в губернаторстве Хоккайдо. С ним граничат посёлки Хаборо, Обира, Хороканай.

## Население
Население посёлка составляет 3442 человека (30 июня 2014), а плотность — 7,57 чел./км². Изменение численности населения с 1980 по 2005 годы:
| 1980 | 6528 чел. |  |
| 1985 | 5748 чел. |  |
| 1990 | 5251 чел. |  |
| 1995 | 4868 чел. |  |
| 2000 | 4645 чел. |  |
| 2005 | 4202 чел. |  |

## Символика
Деревом посёлка считается Sorbus commixta, цветком — Corydalis ambigua.

## Известность
Посёлок Томамаэ известен своими ветряными мельницами, которых в этой в основном сельскохозяйственной округе имеется великое множество, а также большим количеством водящихся в этой местности медведей. В декабре 1915 года в относящейся к уезду Томамаэ деревне Санкэбэцу и близлежащем хуторе Рокусэн-сава проснувшийся раньше времени шатун убил по меньшей мере семерых крестьян и ещё троих ранил. Это было наиболее смертельное нападение дикого животного в истории Японии. В покинутом после атаки хуторе в настоящее время расположен мемориал по погибшим, а в деревне Санкэбэцу имеется небольшой музей, посвящённый этому инциденту. 